# Jiří Pokorný
Jiří Pokorný (Brno, 14 de octubre de 1956) es un deportista checoslovaco que compitió en ciclismo en la modalidad de pista, especialista en la prueba de persecución por equipos.
Participó en dos Juegos Olímpicos de Verano, obteniendo la medalla de bronce en Moscú 1980, en la prueba de persecución por equipos (junto con Teodor Černý, Martin Penc e Igor Sláma), y el quinto lugar en Montreal 1976 en la misma disciplina.
Ganó una medalla de bronce en el Campeonato Mundial de Ciclismo en Pista de 1981, en persecución por equipos.

## Medallero internacional
| Juegos Olímpicos   | Juegos Olímpicos      | Juegos Olímpicos  | Juegos Olímpicos            |
| Año                | Lugar                 | Medalla           | Competición                 |
| ------------------ | --------------------- | ----------------- | --------------------------- |
| 1980               | Moscú (URSS)          | Medalla de bronce | Persecución por equipos     |
| Campeonato Mundial |                       |                   |                             |
| Año                | Lugar                 | Medalla           | Competición                 |
| 1981               | Brno (Checoslovaquia) | Medalla de bronce | Persecución por equipos (A) |